# Futsal Club Salines Tuzla City
Il Futsal Club Salines Tuzla City è una squadra bosniaca di calcio a 5 con sede a Tuzla.

## Storia
La società è stata fondata nel 2013 come "Malonogometni klub Salines Tuzla"; l'attuale denominazione risale al 2019 in seguito all'affiliazione alla squadra di calcio del Tuzla City.

## Palmarès
- Campionato bosniaco: 1

2019-20